# Ayuko Ito
Ayuko Ito (伊藤 亜由子, Itō Ayuko) est une patineuse de vitesse sur piste courte japonaise, née le 29 septembre 1996.

## Carrière
Ito participe aux Jeux olympiques de 2010, où elle arrive 18e au 1 000 mètres. Elle fait également partie de l'équipe de relais qui arrive septième au relais.
En 2013, elle remporte une médaille de bronze aux Championnats du monde au sein de l'équipe de relais japonaise. En coupe du monde, elle remporte un total de trois médailles d'argent, toujours au relais.